# Scott Barnes (atlétikai igazgató)
Scott Barnes (Spokane, Washington, 1962. június 23. –) 2017-től az Oregon State Beavers igazgatóhelyettese és atlétikai igazgatója. Tanulmányai alatt a Fresno State Bulldogs kosárlabdázója volt.

## Tanulmányai
Diplomáját a Cal State Fresnón szerezte, ahol a kosárlabdacsapat játékosa volt.

## Pályafutása
Regnálása alatt jelentősen növekedett a Utah State Aggies költségvetése, felvették Gary Andersen amerikaifutball-edzőt és átadták a Jim & Carol Laub oktatási és sportkomplexumot. Számos országos és állami televíziócsatornával szerződött, a Maverick szervizhálózat szponzorációja miatt pedig 2015 áprilisában az amerikaifutball-létesítményt Maverick Stadionra nevezték át. Javította az egyetem megítélését is: szerinte „a sport az egyetem kertje; nem a legfontosabb, de a legláthatóbb”. 2009-ben az Aggies nyerte a legkisebb költségvetésből a legtöbb bajnokságot nyerő egyesületnek járó kiválóságdíjat.
2013. május 8-án az NCAA férfikosárlabda-bajnoksága választóbizottságának elnöke lett. 2016. december 22-én az Oregon State Beavers igazgatóhelyettesévé és atlétikai igazgatójává nevezték ki.

## Fordítás
- Ez a szócikk részben vagy egészben  a   Scott Barnes (athletic director) című angol Wikipédia-szócikk ezen változatának fordításán alapul.  Az eredeti cikk szerkesztőit annak laptörténete sorolja fel. Ez a jelzés csupán a megfogalmazás eredetét és a szerzői jogokat jelzi, nem szolgál a cikkben szereplő információk forrásmegjelöléseként.